# Sporobolus hancei
Sporobolus hancei är en gräsart som beskrevs av Alfred Barton Rendle. Sporobolus hancei ingår i släktet droppgräs, och familjen gräs. Inga underarter finns listade i Catalogue of Life.